# 保衛莫斯科獎章

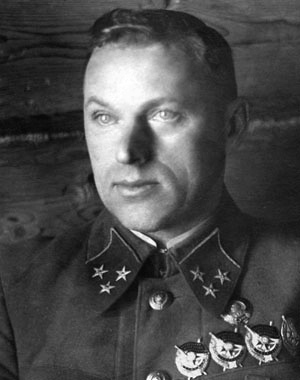
罗科索夫斯基元帥，保衛莫斯科獎章獲獎者之一

保衛莫斯科獎章 俄语：）是蘇聯在1944年5月1日由蘇聯最高蘇維埃主席團頒令設立的一種戰役獎章，以嘉許及認可蘇聯平民及軍事人員在1941年10月1日到1942年1月7日莫斯科保衛戰對德國軍隊的艱苦及英勇抗戰。有超過100萬軍民獲得此獎章。

## 頒授情況
保衛莫斯科獎章授予給所有參與莫斯科保衛戰的紅軍、紅海軍及內務人民委員部隊的軍事人員，以及參與保衛戰的平民。
此獎章是以蘇聯最高蘇維埃主席團的名義頒授，根據所在部隊主官、軍事醫療機構、地區或城市政府有關其實際參與情況的文件而頒發。
現役人員的獎章由其部隊主官頒授，退役人員從所在社區的分區、城市或地區軍事委員獲得其獎章，平民獲獎者則由城市或地區人民代表大會頒授；與獎章同時頒發的還有一張證書。
對於在戰役中陣亡或在獎章設立前去世的獲獎者，此獎章將追授予其家人。

## 勳章制式
保衛莫斯科獎章採用五邊形綬帶，主體為32mm的黃銅製圓形獎章，兩側有凸起邊緣。
獎章正面的为克林姆林宫的围墙，围墙前的中央為一辆T-34坦克，車上載著一群士兵。其左側為米宁和波扎尔斯基纪念碑（1612年米宁和波扎尔斯基率领军队打败入侵的波兰军队，解放了莫斯科）；右側為克里姆林塔。在克林姆林宫的围墙上方為克里姆林宫元老院，屋顶上插着飘扬的锤子與镰刀旗。另外，上方天空中有飞机的剪影，正在向左方飛行。其下方中间为一颗五角星图案，五角星两边伸出两支橡树枝叶，奖章顶部圍繞著俄文「为了保卫莫斯科」（俄语：«ЗА ОБОРОНУ МОСКВЫ»）的字样。
獎章背面的上方為锤子与镰刀标志，下方為俄文「為了我們的蘇維埃祖國」(俄语：«ЗА НАШУ СОВЕТСКУЮ РОДИНУ»)。
奖章使用的绶带为24毫米宽的大红色的波纹绸，上面有三道宽5毫米的浅橄榄色的竖条纹。
保衛莫斯科獎章一般佩戴在左胸，當存在其他蘇聯勳章獎章時，應配戴在保衛列寧格勒獎章之後，保衛敖德薩獎章之前。
如果佩戴了其它俄羅斯聯邦勳章或獎章，則後者具有優先權。

## 獲獎者（部分）
以下為保衛莫斯科獎章的部分獲獎者（以最高軍銜排列）：
- 蘇聯大元帥約瑟夫·維薩里奧諾維奇·史達林（第一位獲獎者）
- 苏联元帅谢尔盖·费多罗维奇·阿赫罗梅耶夫
- 蘇聯元帥瓦西里·丹尼洛維奇·索科洛夫斯基
- 苏联元帅列昂尼德·亚历山德罗维奇·戈沃罗夫
- 蘇聯元帥伊萬·斯捷潘諾維奇·科涅夫
- 蘇聯元帥康斯坦丁·康斯坦丁诺维奇·罗科索夫斯基
- 蘇聯元帥伊萬·伊格納季耶維奇·雅庫鮑斯基
- 蘇聯元帥亚历山大·米哈伊洛维奇·华西列夫斯基
- 蘇聯元帥*鮑里斯·米哈伊洛維奇·沙波什尼科夫
- 苏联元帅德米特里·费奥多罗维奇·乌斯季诺夫
- 苏联元帅謝苗·康斯坦丁諾維奇·鐵木辛哥
- 蘇聯元帥格奧爾基·康斯坦丁諾維奇·朱可夫
- 蘇聯元帥克利缅特·叶夫列莫维奇·伏罗希洛夫
- 蘇聯海軍元帥伊萬·斯捷潘諾維奇·伊薩科夫
- 蘇聯海軍元帥尼古拉·格拉西莫維奇·庫茲涅佐夫
- 大將雅科夫·格里高尔耶维奇·科雷泽尔（英语：Yakov Kreizer）
- 大将列昂尼德·米哈伊洛维奇·桑达洛夫
- 大將斯坦尼斯拉夫·吉利亚洛维奇·波普拉夫斯基（英语：Stanislav Poplavsky）
- 大將米哈伊尔·谢尔盖耶维奇·马里宁（英语：Mikhail Malinin）
- 炮兵元帥瓦西里·伊万诺维奇·卡扎科夫（英语：Vasily Kazakov）
- 上將谢尔盖·马特维耶维奇·什捷缅科
- 苏联红军军医处处长尼古拉·尼洛维奇·布尔坚科（英语：Nikolay Burdenko）
- 少将弗拉基米尔·谢尔盖耶维奇·伊留申
- 上校鲍里詹·莫米修利（英语：Baurzhan Momyshuly）
- 作曲家吉洪·尼古拉耶维奇·赫连尼科夫
- 苏联政客弗拉基米尔·伊万诺维奇·多尔吉赫
- 苏联人民艺术家尼古拉·亚历山德罗维奇·安年科夫（英语：Nikolay Annenkov）
- 苏联人民艺术家奧爾加·列佩申斯卡婭
- 演员、导演尤里·彼得罗维奇·柳比莫夫
- 苏联社会主义劳动英雄尼古拉·瓦西里耶维奇·贝洛夫（英语：Nikolay Vasilyevich Belov）
- 火箭设计师鲍里斯·埃夫塞耶维奇·谢尔托克（英语：Boris Chertok）
- 雕刻家列夫·叶菲莫维奇·科贝尔（英语：Lev Kerbel）
- 作家阿列克谢·西里奇·诺维科夫-普里博伊（英语：Alexey Novikov-Priboy）
- 战地记者彼得·安德烈耶维奇·帕夫连科（英语：Pyotr Pavlenko）
- 航空科学家麦克斯·阿卡迪耶维奇·泰茨（英语：Max Taitz）

## 延伸閱讀
- 莫斯科戰役
- 莫斯科

## 參照
- Legal Library of the USSR（页面存档备份，存于）